# Ridle Baku
Bote Nzuzi Baku, detto Ridle (Magonza, 8 aprile 1998), è un calciatore tedesco, centrocampista del RB Lipsia.

## Biografia
Raggiunta la maggiore età ha cambiato ufficialmente il nome in Ridle, in omaggio all’ex calciatore Karl-Heinz Riedle, dopo che il padre, di origini congolesi, lo chiamava sempre con questo soprannome.

## Caratteristiche tecniche
Esterno destro di centrocampo veloce e rapido, molto duttile, può essere schierato anche come centrocampista centrale, mediano e terzino destro.

## Carriera

### Club
Cresciuto nel settore giovanile del Magonza, ha esordito in Bundesliga il 29 aprile 2018, nella partita vinta per 3-0 contro l’RB Lipsia, segnando al 90º minuto la terza rete dell’incontro. L’11 giugno prolunga con il club tedesco fino al 2022.
Il 10 gennaio 2025 viene acquistato dal Red Bull Lipsia firmando un contratto fino al 2027.

### Nazionale
Realizza il suo primo gol con la nazionale maggiore nel successo per 9-0 contro il Liechtenstein dell'11 novembre 2021.

## Statistiche

### Presenze e reti nei club
Statistiche aggiornate al 20 marzo 2021.
| Stagione        | Squadra         | Campionato      | Campionato | Campionato | Coppe nazionali | Coppe nazionali | Coppe nazionali | Coppe continentali | Coppe continentali | Coppe continentali | Altre coppe | Altre coppe | Altre coppe | Totale | Totale | Totale |
| Stagione        | Squadra         | Comp            | Pres       | Reti       | Comp            | Pres            | Reti            | Comp               | Pres               | Reti               | Comp        | Pres        | Reti        | Pres   | Reti   |        |
| --------------- | --------------- | --------------- | ---------- | ---------- | --------------- | --------------- | --------------- | ------------------ | ------------------ | ------------------ | ----------- | ----------- | ----------- | ------ | ------ | ------ |
| 2017-2018       | Magonza         | BL              | 3          | 2          | CG              | 1               | 0               | -                  | -                  | -                  | -           | -           | -           | 4      | 2      |        |
| 2018-2019       | Magonza         | BL              | 15         | 0          | CG              | 1               | 0               | -                  | -                  | -                  | -           | -           | -           | 16     | 0      |        |
| 2019-2020       | Magonza         | BL              | 30         | 1          | CG              | 1               | 0               | -                  | -                  | -                  | -           | -           | -           | 31     | 1      |        |
| 2020-sett. 2020 | Magonza         | BL              | 2          | 0          | CG              | 1               | 0               | -                  | -                  | -                  | -           | -           | -           | 3      | 0      |        |
| Totale Magonza  | Totale Magonza  | Totale Magonza  | 50         | 3          |                 | 4               | 0               |                    | -                  | -                  |             | -           | -           | 54     | 3      |        |
| sett. 2020-2021 | Wolfsburg       | BL              | 32         | 6          | CG              | 3               | 0               | -                  | -                  | -                  | -           | -           | -           | 35     | 6      |        |
| 2021-2022       | Wolfsburg       | BL              | 34         | 3          | CG              | 1               | 1               | UCL                | 6                  | 1                  | -           | -           | -           | 41     | 5      |        |
| 2022-2023       | Wolfsburg       | BL              | 33         | 5          | CG              | 3               | 0               | -                  | -                  | -                  | -           | -           | -           | 38     | 5      |        |
| Totale carriera | Totale carriera | Totale carriera | 149        | 17         |                 | 11              | 1               |                    | 6                  | 1                  |             | -           | -           | 168    | 19     |        |

### Cronologia presenze e reti in nazionale
| Cronologia completa delle presenze e delle reti in nazionale ― Germania | Cronologia completa delle presenze e delle reti in nazionale ― Germania | Cronologia completa delle presenze e delle reti in nazionale ― Germania | Cronologia completa delle presenze e delle reti in nazionale ― Germania | Cronologia completa delle presenze e delle reti in nazionale ― Germania | Cronologia completa delle presenze e delle reti in nazionale ― Germania | Cronologia completa delle presenze e delle reti in nazionale ― Germania | Cronologia completa delle presenze e delle reti in nazionale ― Germania |
| Data                                                                    | Città                                                                   | In casa                                                                 | Risultato                                                               | Ospiti                                                                  | Competizione                                                            | Reti                                                                    | Note                                                                    |
| ----------------------------------------------------------------------- | ----------------------------------------------------------------------- | ----------------------------------------------------------------------- | ----------------------------------------------------------------------- | ----------------------------------------------------------------------- | ----------------------------------------------------------------------- | ----------------------------------------------------------------------- | ----------------------------------------------------------------------- |
| 11-11-2020                                                              | Lipsia                                                                  | Germania                                                                | 1 – 0                                                                   | Rep. Ceca                                                               | Amichevole                                                              | -                                                                       |                                                                         |
| 2-9-2021                                                                | San Gallo                                                               | Liechtenstein                                                           | 0 – 2                                                                   | Germania                                                                | Qual. Mondiali 2022                                                     | -                                                                       | 60’                                                                     |
| 11-11-2021                                                              | Wolfsburg                                                               | Germania                                                                | 9 – 0                                                                   | Liechtenstein                                                           | Qual. Mondiali 2022                                                     | 1                                                                       |                                                                         |
| 14-11-2021                                                              | Erevan                                                                  | Armenia                                                                 | 1 – 4                                                                   | Germania                                                                | Qual. Mondiali 2022                                                     | -                                                                       | 83’                                                                     |
| Totale                                                                  |                                                                         | Presenze                                                                | 4                                                                       |                                                                         | Reti                                                                    | 1                                                                       |                                                                         |

## Palmarès

### Nazionale
- Campionato d'Europa Under-21: 1

Ungheria/Slovenia 2021

### Individuale
- Squadra del torneo degli Europei Under-21: 1

Ungheria-Slovenia 2021